# Behán Pál
Behán Pál (Békéscsaba, 1966. január 4. – Szeged, 2007. szeptember 13.) magyar brácsaművész és zenetanár.

## Élete
A közép- és felsőfokú tanulmányait Szegeden végezte, ahol mélyhegedű kamaraművész és művésztanár diplomát szerzett. A Szegedi Tudományegyetem Zeneművészeti Karán a Vonós Tanszék adjunktusaként mélyhegedű főtárgyat, hangszermetodikát, szakmódszertant valamint kamarazenét tanított.
A Fricsay Vonósnégyes alapító tagjaként számos sikeres koncerten játszott Szegeden, Budapesten, Temesváron, Nagyszentmiklóson. Különböző kamarazenekarok és szimfonikus zenekarok vendégmuzsikusként gyakran hívták CD felvételre, koncertekre, turnékra.
Szívesen játszott kortárs zenét. Több mű született személyének ajánlva, így többek között Horváth Barnabás: B.P. in B. P. (bemutató Budapesten a Petőfi Csarnokban). Kurzust vezetett Frensham-ban (Anglia), és a Regensburgi Egyetem Zenei Fakultásán. 2003-ban részt vett Cyprian Katsaris Kamaraegyüttesében az echternach-i és a cannes-i fesztiválokon.
„Szeptember 13-án tragikus hirtelenséggel, 41 éves korában meghalt Behán Pál brácsaművész, a Szegedi Tudományegyetem Zeneművészeti Karának adjunktusa. Temetése 2007. október 1-jén  14:00 órakor lesz Kondoroson.” /Fidelio.hu 2007 szeptemberében megjelent cikkének fejléce/